# Лезинский, Михаил Леонидович
Лезинский Михаил Леонидович (5 апреля 1931, Одесса, СССР — 16 июля 2014, Хайфа, Израиль) — писатель, поэт, художник, автор более сорока книг, опубликованных издательствами России, Узбекистана, Украины, член союза писателей России, Украины.

## Биография
С 1934 по 1954 годы жил с родителями в Карелии в городе Сегежа, где его отец, Леонид Самойлович Лезинский, отбывал ссылку на строительстве Беломоро-Балтийского канала. Позднее его перевели в карельский Сегежлаг и расконвоировали, после чего к нему в Сегежу переехала вся семья: жена, дочь Валя и сын Михаил.
В 1941 году отец ушёл добровольцем на фронт, попал в штрафной полк и в ноябре 1942 году погиб под Смоленском. О своем отце (в произведениях выведен под фамилией Кучаев) Михаил Леонидович написал две книги: «Дорогами войны» (укр. Шляхами війны; издательство «Веселка»), и «Рядовые военного детства» (издательство «Таврия»). По словам самого писателя, Кучаев — псевдоним его отца времен Гражданской войны.
Окончил ремесленное училище и отслужил в Красной Армии три с половиной года, Михаил Леонидович отправился в Севастополь, где работал электриком. В то же время Лезинский подрабатывал корреспондентом в местной газете.
Первый его рассказ «Вечный огонь» был напечатан в газете «Слава Севастополя», звучал со сцены Кремлёвского Дворца Съездов. Некоторое время спустя писатель стал дипломантом премии имени Льва Толстого. В Севастополе были опубликованы его книги «Над Форосом безоблачное небо», «Свет земли обетованной», «Они зажигают огни», рассказы «О городе моём и о друзьях-товарищах».
После распада СССР — публиковался в журналах Якутии, Сибири, Казахстана.
В 1996 году из Севастополя репатриировался в Израиль, где продолжал печататься.
Ушел из жизни в июле 2014 года. Причиной этому стал второй инфаркт.

## Общества писателей
Член Союза русскоязычных писателей Израиля, член Союза писателей Крыма, член Союза русских, украинских и белорусских писателей, член Международного Сообщества писательских союзов. Заместитель председателя Северного отделения Союза писателей Израиля по прозе. Председатель хайфского литературного объединения «Рыжий дельфин» («Дольфин джинджи»).

### Рассказы
- Смех на уровне послов
- По ту сторону жизни
- Любовь женщин и мужчин времен строительства Беломоро-Балтийского канала
- Черчиллиада
- Минетки писательские
- Рассказ о Константине Паустовском
- Пушкинские горы
- Следствие по делу «Чёрного принца»
- Над Форосом безоблачное небо